# Lista de deputados estaduais de Mato Grosso da 11.ª legislatura
Essa é uma lista de deputados estaduais de Mato Grosso eleitos para o período 1987-1991.

## Composição das bancadas
| Partido | Líder                 | Bancada | Posição  |
| ------- | --------------------- | ------- | -------- |
| PMDB    | Hermes Gomes de Abreu | 13 / 24 | Governo  |
| PFL     | Evaristo Roberto Cruz | 8 / 24  | Oposição |
| PDS     | Kikuo Ninomiya Miguel | 1 / 24  | Oposição |
| PDT     | Antônio Joaquim       | 1 / 24  | Oposição |
| PL      | Hermínio Barreto      | 1 / 24  | Oposição |

## Deputados estaduais
| Número | Deputados estaduais eleitos       | Partido | Votação | Percentual | Cidade onde nasceu          | Unidade federativa |
| 15852  | Roberto França Auad               | PMDB    | 21.110  |            | Cuiabá                      | Mato Grosso        |
| 15923  | Luiz Antônio Vitório Soares       | PMDB    | 10.174  |            | Alto Garças                 | Mato Grosso        |
| 15591  | Antonio Carlos Lopes Amaral       | PMDB    | 9.170   |            | Santa Fé do Sul             | São Paulo          |
| 25698  | Evaristo Roberto Vieira Cruz      | PFL     | 8.774   |            | Sereno de Cataguases        | Minas Gerais       |
| 22928  | Hermínio J. Barreto               | PL      | 8.559   |            | Campo Grande                | Mato Grosso do Sul |
| 25868  | Hermes Gomes de Abreu             | PMDB    | 8.522   |            | Alto Garças                 | Mato Grosso        |
| 25643  | Teócles Antunes Maciel Neto       | PFL     | 8.319   |            | Cuiabá                      | Mato Grosso        |
| 15443  | Thaís Bergo Duarte Barbosa        | PMDB    | 7.910   |            | Rio Verde                   | Goiás              |
| 15719  | José Esteves de Lacerda Filho     | PMDB    | 7.850   |            | Corumbá                     | Mato Grosso do Sul |
| 15619  | Willian Rodrigues Dias            | PMDB    | 7.729   |            | Bauru                       | São Paulo          |
| 15440  | Osvaldo Rodrigues Paiva           | PMDB    | 7.534   |            | Andradina                   | São Paulo          |
| 15614  | Augusto Mário Vieira              | PMDB    | 7.377   |            | Cuiabá                      | Mato Grosso        |
| 15421  | João Bosco da Silva               | PMDB    | 7.317   |            | Nossa Senhora do Livramento | Mato Grosso        |
| 15240  | Kazuhu Kazu Sano                  | PMDB    | 7.219   |            | Bauru                       | São Paulo          |
| 11653  | Kikuo Ninomiya Miguel             | PDS     | 7.169   |            | Lins                        | São Paulo          |
| 15285  | José Arimatéia Fernandes da Silva | PMDB    | 6.904   |            | Guiratinga                  | Mato Grosso        |
| 15377  | Sebastião Alves Júnior            | PMDB    | 6.727   |            | Tupaciguara                 | Minas Gerais       |
| 25927  | Moisés Feltrin                    | PFL     | 6.712   |            | Martinópolis                | São Paulo          |
| 25356  | Haroldo de Arruda                 | PFL     | 6.561   |            | Cuiabá                      | Mato Grosso        |
| 25759  | Eduino Jacomo Orione              | PFL     | 6.564   |            | Guiratinga                  | Mato Grosso        |
| 12399  | Antônio Joaquim Morais Rodrigues  | PDT     | 6.178   |            | Goiânia                     | Goiás              |
| 25215  | Hilton de Campos                  | PFL     | 6.051   |            | Cáceres                     | Mato Grosso        |
| 25638  | João Batista Teixeira Santos      | PFL     | 5.504   |            | Montes Claros               | Minas Gerais       |
| 25319  | Gonçalo Branco de Barros          | PFL     | 4.990   |            | Várzea Grande               | Mato Grosso        |